# 漢普敦宮橋
漢普敦宮橋（Hampton Court Bridge）是英國英格蘭倫敦泰晤士河上的一座橋樑，位於倫敦西部。漢普敦宮橋是一座拱橋，也是大倫敦地區所有泰晤士河上的橋樑中最上游的一座橋樑。第一代漢普敦宮橋修建於1752年至1753年。1778年修建了第二代漢普敦宮橋。第三代則修建於1864年至1865年。